# بریارد
بریارد یا برگر د بری نژادی فرانسوی از سگهای بزرگ چوپان است که به‌طور سنتی هم برای گله داری گوسفندان و هم برای دفاع از آنها استفاده می‌شود. این اولین بار در اولین نمایشگاه سگ پاریس، در سال ۱۸۶۳ به نمایش درآمد. اولین بریارد که در کتاب ریشه‌های فرانسوی، کتاب میخکوب ملی، ثبت شد، بی شرمانه در سال ۱۸۸۵ بود.

## تاریخ
بریارد در منطقه تاریخی بری در شمال مرکزی فرانسه منشأ گرفته و به همین دلیل نامگذاری شده‌است، جایی که به‌طور سنتی هم برای گله‌داری گوسفندان و هم برای دفاع از آنها استفاده می‌شده‌است. تصور می‌شود که بری در دوره کامل کشاورزی ژان باپتیست فرانسوا روزه که در سال ۱۷۸۳ نوشت که «چیان دو بری» موی بلند و معمولاً سیاه‌پوست بود.
در دشت‌های باز خطر کمی از جانب گرگ‌ها وجود داشت، و بنابراین از سگ‌ها بیشتر برای گله‌داری استفاده می‌شد تا برای دفاع؛ استفاده شود. پیر مگنین، که در سال ۱۸۹۵ نوشت، به وضوح سگ زیبا مو کوتاه - بوسرون مدرن - را از سگ بری یا بریارد مو بلند متمایز می‌کند. در سال ۱۸۹۶ مگنین از جمله کسانی بود که کلوپ سران برگر فرانسه را تأسیس کرد.
برگر دو بری اولین بار در اولین نمایشگاه سگ پاریس در سال ۱۸۶۳ نمایش داده شد، جایی که عوضی به نام شارمانت جایزه گرفت. اولین بریارد که در کتاب ریشه‌های فرانسوی، کتاب گل میخ ملی ثبت شد، بی شرمانه بود، برنده مدال طلا در نمایشگاه پاریس در سال ۱۸۸۵، استاندارد نژاد بود. در سال ۱۸۹۷ تأسیس شد، که در آن دو گونه توصیف شد: یکی با کت پشمی یا گوسفندی، دیگری با پوششی بیشتر شبیه به کت بز. نوع پشمی بعداً ناپدید شد. در سال ۱۹۰۹ یک انجمن نژاد به نام دوستان بریارد تشکیل شد..
تعداد نژادها در طول جنگ جهانی اول کاهش یافت. هر سگی که برای استفاده نظامی مناسب بود به جبهه فرستاده می‌شد. انجمن نژاد در سال ۱۹۲۳ فعالیت خود را از سر گرفت و تقریباً در همان زمان انجمن نژادهای رقیب تشکیل شد. در سال ۱۹۳۵ این آخرین اولین نمایش تک نژادی را برای برگر دو بری با هفتاد و هشت شرکت کننده برگزار کرد.
تعداد دوباره تحت اشغال فرانسه توسط نازی‌ها در طول جنگ جهانی دوم به شدت کاهش یافت. پس از جنگ، دو باشگاه نژاد تحت نام دوستان باشگاه بریارد ادغام شدند.
در سال ۱۹۵۴ برگر دو بری به‌طور کامل توسط فدراسیون بین‌المللی سینولوژیک به رسمیت شناخته شد. تا حدودی در نتیجه مکانیزه شدن کشاورزی و در نتیجه کاهش جمعیت روستایی در سال‌های پس از جنگ، برگر دو بری معمولاً به عنوان یک سگ همراه نگهداری می‌شد. در دهه‌های ۱۹۷۰ و ۱۹۸۰ تعداد آن به‌طور قابل ملاحظه ای افزایش یافت: ثبت نام سالانه در کتاب ریشه‌های فرانسوی از ۳۱۷ در سال ۱۹۷۰ به ۹۰۵ در سال ۱۹۷۵، به ۴۱۰۱ در سال ۱۹۸۰ و سپس به اوج ۶۳۶۴ مورد در سال ۱۹۸۶ رسید. در یک نقطه باشگاه نژاد بیش از ۶۰۰۰ عضو داشت که بیشتر از هر انجمن نژاد فرانسوی دیگری در هر زمان بود.
اختلافات درون انجمن منجر به اخراج آن از انجمن مرکزی سگ‌ها شد. یک انجمن نژاد جدید، انجمن دو برگر د بری، در سال ۱۹۸۹ به رسمیت شناخته شد.
در سال ۲۰۰۱، نابینایی ناشی از بیماری مشابه آموروزیس مادرزادی لبر در سه توله سگ بریارد توسط محققان دانشگاه کرنل و دانشگاه پنسیلوانیا با استفاده از ژن درمانی تا حدی معکوس شد.

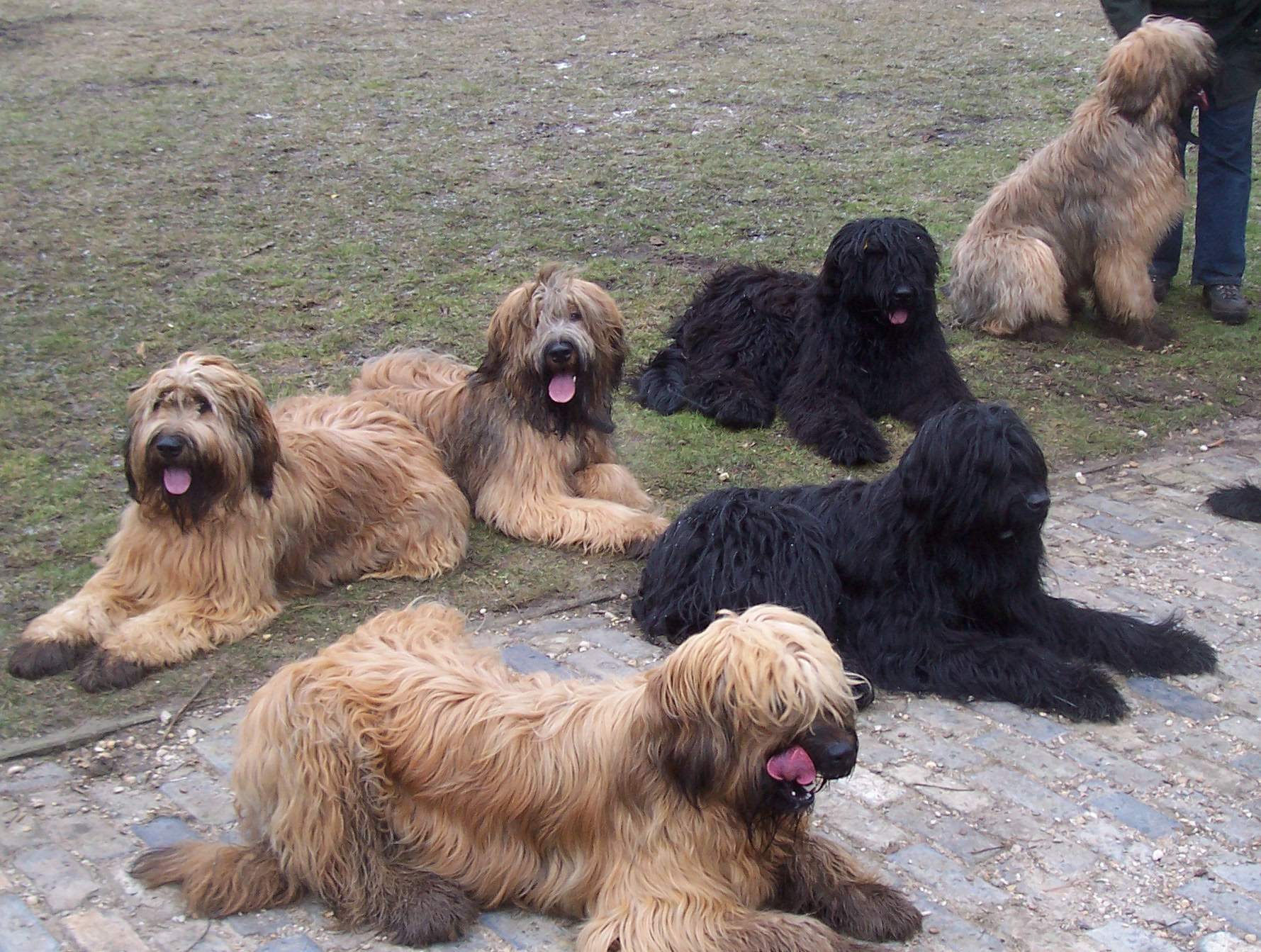
سگ‌های بریارد

## مشخصات
کت (پوشش) بلند (کمتر از ۷ سانتی‌متر)، ضخیم و خشن است مانند پوشش بز. ممکن است یکدست سیاه، خاکستری، آبی یا حنایی، یا حنایی با مشکی پوشانده شده باشد. خاکستری شدن به میزان متغیر دیده می‌شود. سگ‌ها ۶۲ تا ۶۸ سانتی‌متر در جثه‌ها ایستاده‌اند، عوضی‌ها حدود ۵۶ تا ۶۴ سانتی‌متر. یکی از ویژگی‌های غیر معمول این نژاد، پنجه شبنم دوگانه روی پاهای عقبی است. استاندارد نژاد یک پنجه شبنم منفرد یا غایب را به عنوان یک خطای رد صلاحیت مشخص می‌کند.

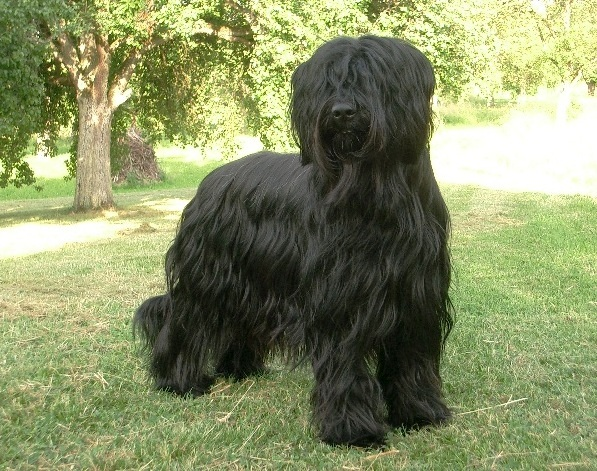
مشکی
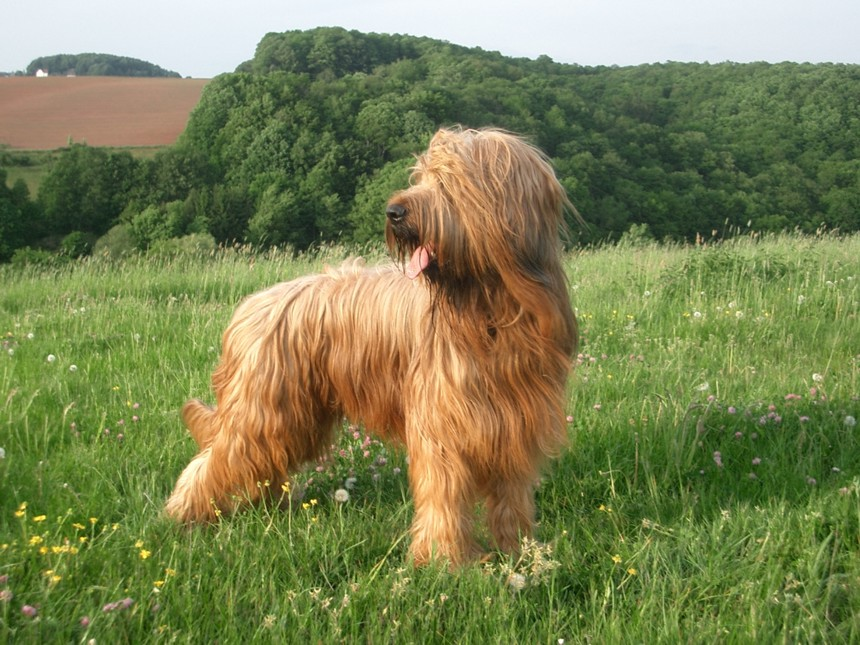
حنایی
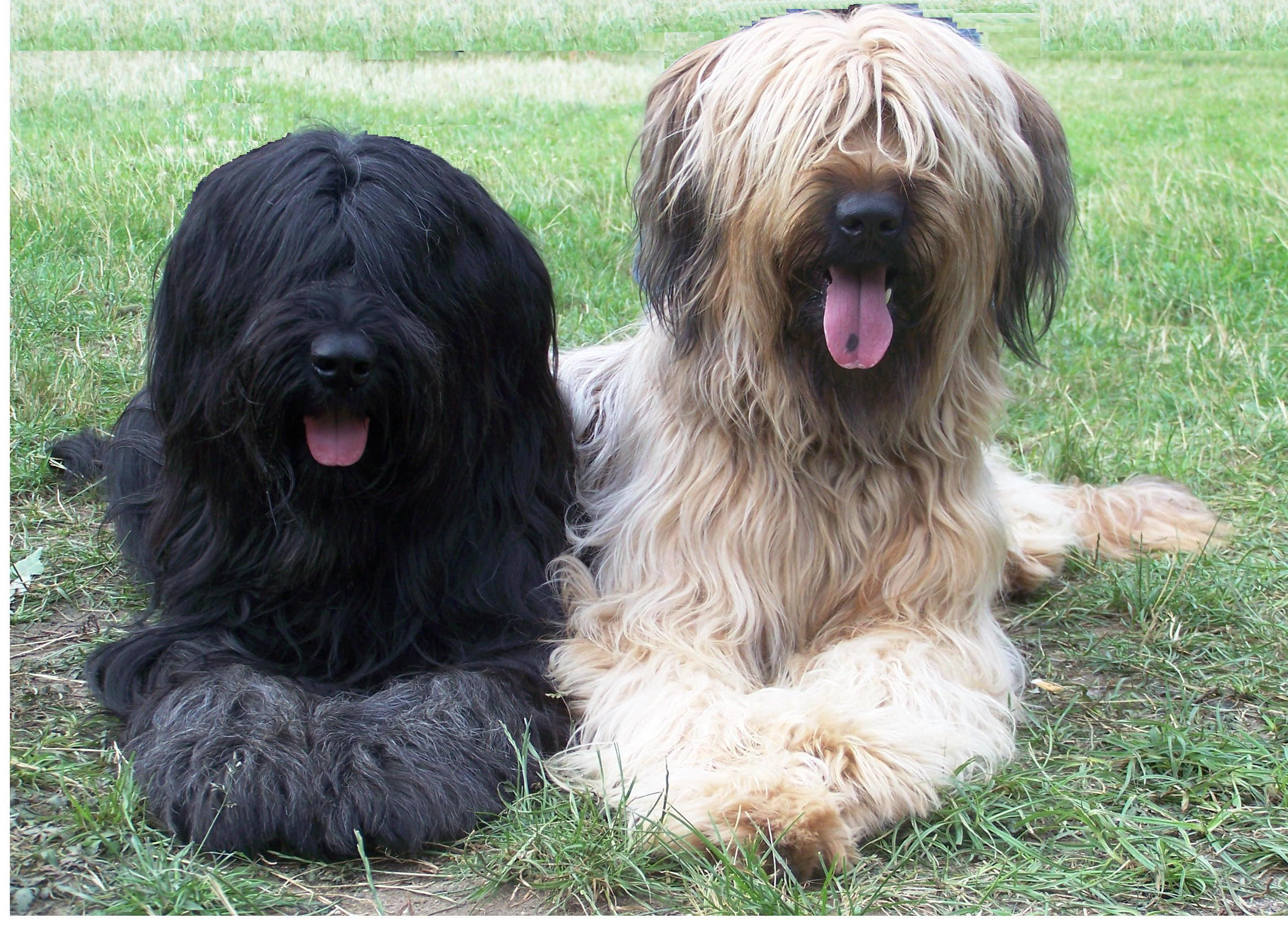
مشکی و حنایی